# Agoraea inconspicua
Agoraea inconspicua är en fjärilsart som beskrevs av William Schaus 1910. Agoraea inconspicua ingår i släktet Agoraea och familjen björnspinnare. Inga underarter finns listade i Catalogue of Life.